# PACCOM 프로젝트
PACCOM(PACific COMMunications network) 프로젝트는 아시아 태평양 지역의 새로운 국제 네트워크 구축을 위해 수행된 프로젝트다. 1989년, 미국의 NASA와 호주, 홍콩, 일본, 뉴질랜드, 한국 등의 국가 연구개발망이 협력해 시작되었으며, 최초 예산은 NASA가 지원하였다. 1991년부터는 미국 국가과학재단(NSF)과 미국 에너지국(Department of Energy; DoE)이 예산 지원에 참여했다. PACCOM 프로젝트를 기반으로 1990년, 한국과 미국 사이의 전용선을 이용한 인터넷이 구축되었다.

## 참고 자료
- Kilnam Chon, Ed., An Asia Internet History - First Decade (1980~1990), Seoul National University Press, 2013.12.

- 전길남, 강경란, "초기 한국 인터넷 略史(1982년~2004년)," The e-Bridge, 한국정보처리학회, 2011년 10월.[깨진 링크(과거 내용 찾기)]

- Kilnam Chon, et al., "A History of Computer Networking and the Internet in Korea," IEEE Communications Magazine, 2013.2.1.

- 안정배 기록, 강경란 감수, 한국 인터넷의 역사 - 되돌아보는 20세기 -, 서울, 블로터앤미디어, 2014년 8월 20일. ISBN 978-89-965929-6-9

## 같이 보기
- 하나망
- SDN (네트워크)